# Szukri Ghanim
Szukri Muhammad Ghanim (arab. شكرى محمد غانم) (ur. 9 października 1942 w Trypolisie, zm. 29 kwietnia 2012 w Wiedniu) – libijski polityk, od 14 czerwca 2003 do 1 marca 2006 Sekretarz Generalnego Komitetu Ludowego Libii.